# Plectrocnemia sinyajevi
Plectrocnemia sinyajevi är en nattsländeart som beskrevs av Wolfram Mey 1996. Plectrocnemia sinyajevi ingår i släktet Plectrocnemia och familjen fångstnätnattsländor. Inga underarter finns listade i Catalogue of Life.